# Жички сабор библиотекара
Жички сабор библиотекара је тродневни стручни скуп са међународним учешћем, и пратећим програмима, који организује Народна библиотека "Стефан Првовенчани" из Краљева од 2018. године. 

## Историјат
Жички сабор библиотекара краљевачка библиотека организује у циљу унапређења и професионализације библиотечке делатности, захваљујући финансијској подршци Министарства културе и информисања Републике Србије и Града Краљева.
У години јубилеја, 150 година од оснивања читаонице у Карановцу, Народна библиотека "Стефан Првовенчани", је 8. и 9. октобра 2018. године у Краљеву организовала је стручни скуп Библиотеке у културном животу Србије. Скуп је био посвећен питањима културне мисија просвећивања народа, библиотеке као културног средишта локалне заједнице, културно-пропагандне делатности библиотека, издавачке делатности библиотека, развоја читалачке публике, библиотеке пред изазовима модерног информатичког друштва, сарадње са другим институцијама културе, међуресорне и међусекторске сарадње са идејом да се прикажу досадашњи резултати рада, размене искуства и сагледају могућности за унапређење делатности у том делу библиотечко-информационог система.
Године 2019. стручни скуп је организован под називом Међународна сарадња библиотека.
Године 2020. стручни скуп је назван Жички сабор библиотекара.

## Хронологија
- Стручни скуп Библиотеке у културном животу Србије - Први стручни скуп одржан је 8. и 9. октобра 2018. године под називом Библиотеке у културном животу Србије, а  излагања 26 учесника скупа била су подељена у три радне сесије: Културна мисија библиотека, Издавачка делатност библиотека и Културно-пропагандна и просветна делатност библиотека.[2]
- Стручни скуп Међународна сарадња библиотека - Други стручни скуп одржан је 3. и 4. октобра 2019. године под називом Међународна сарадња библиотека.[3]
- Жички сабор библиотекара 2020 - Трећи стручни скуп одржан је 5, 6. и 7. октобра 2020. Од ове године скуп је назван Жички сабор библиотекара и обухватиће стручни скуп и пратеће програме. Тема скупа била је Сарадња јавних библиотека са библиотекама традиционалних цркава и верских заједница у Републици Србији (осветљавање историје библиотека традиционалних цркава и верских заједница, рад на попису и обради старе и ретке књиге, размена искустава и сарадња на сређивању библиотечке грађе, издања јавних библиотека и традиционалних цркава, богаћење колекција јавних библиотека изворима из области религије...) са идејом да се прикажу досадашњи резултати рада, размене знања и искуства и иницирају нови пројекти.[4]
- Жички сабор библиотекара 2021 - Четврти стручни скуп одржан 6, 7. и 8. октобра 2021. године. Скуп су заједно организовале Народна библиотека „Стефан Првовенчани” Краљево и Народна библиотека „Др Душан Радић“ Врњачка Бањa. Тема скупа била је Библиотеке и културни туризам.[5]
- Жички сабор библиотекара 2022 - Пети стручни скуп одржан је 5, 6. и 7. октобра 2022. године. Тема скупа била је Сарадња библиотека са другим субјектима културе, образовања и науке са идејом да се прикажу досадашњи резултати рада, размене знања и искуства и иницирају нови пројекти.[6]
- Жички сабор библиотекара 2023 - Шести стручни скуп одржан је 4, 5. и 6. октобра 2023. године. Тема скупа била је Националне професионалне и књижевне награде у библиотекарству Србије и издавачка делатност библиотека, са идејом да се прикажу досадашњи резултати рада, размене знања и искуства и иницирају нови пројекти.[7]
- Жички сабор библиотекара 2024 - Седми стручни скуп оодржан је од 7, 8. и 9. октобра 2024. Тема скупа била је Мисија библиотеке у образовању.[1]

## Објављене публикације
- Библиотеке у културном животу Србије : зборник радова стручног скупа Библиотеке у културном животу Србије, Краљево, 8. и 9. октобар 2018. / уредник Катарина Јаблановић ; Краљево : Народна библиотека "Стефан Првовенчани", 2018.

- Међународна сарадња библиотекa : зборник радова стручног скупа са међународним учешћем Међународна сарадња библиотека, Краљево, 3. и 4. октобар 2019. / уредник Катарина Јаблановић ; [превод са грчког језика Невена Ђоковић, превод са енглеског језика Ненад Радовић, превод са руског језика Предраг Новаковић] ; Краљево : Народна библиотека "Стефан Првовенчани", 2019.

- Сарадња библиотека са библиотекама традиционалних цркава и верских заједница у Републици Србији : зборник радова стручног скупа [на тему] сарадња библиотека са библиотекама традиционалних цркава и верских заједница у Републици Србији, Краљево, 5, 6. и 7. октобар 2020. / уредник Катарина Јаблановић ; Краљево : Народна библиотека "Стефан Првовенчани", 2020.

- Библиотеке и културни туризам : зборник радова стручног скупа Библиотеке и културни туризам, Краљево, 6, 7. и 8. октобар 2021. / уредник Катарина Јаблановић ; [превод са енглеског језика Ненад Радовић, превод са руског језика Наталија Зиброва Ђуракић, превод са пољског језика Барбара Ева Вучковић] ; Краљево : Народна библиотека "Стефан Првовенчани" ; Врњачка Бања : Народна библиотека „Др Душан Радић“, 2021.

- Сарадња библиотека са другим субјектима културе, науке и образовања : зборник радова / Жички сабор библиотекара 2022 Краљево, 5, 6. и 7. октобар 2022. ; организатор Народна библиотека "Стефан Првовенчани", Краљево ; уредник Катарина Јаблановић ; Краљево : Народна библиотека "Стефан Првовенчани", 2022.

- Националне професионалне и књижевне награде у библиотекарству Србије и издавачка делатност библиотека : зборник радова / Жички сабор библиотекара 2023 Краљево, 4, 5. и 6. октобар 2023. ; организатор Народна библиотека "Стефан Првовенчани", Краљево ; уредник Катарина Јаблановић ; Краљево : Народна библиотека "Стефан Првовенчани", 2023.

## НаградаЗлатно слово Дејана Вукићевића
Године 2023. установљена је награда Златно слово Дејана Вукићевића, у част прерано преминулог колеге, врсног стручњака и посвећеника послу и писаној речи, која је први пут додељена током трајања Жичког сабора библиотекара 2023. Награда се додељује додељује за најбољу изложбу у библиотечко-информационој делатности, која је реализована у нашој земљи у претходних годину дана. Награда се састоји од златника и књиге др Дејана Вукићевића Non imprimatur: цензура у библиотекарству и издаваштву и дар је породице Вукићевић.
Године 2023. награда Златно слово Дејана Вукићевића додељена је Оливери Недељковић, библиотекару саветнику чачанске Библиотеке за поставку „Српска поезија XX века у фондовима Градске библиотеке Владислав Петковић Дис”.
Године 2024. награда Златно слово Дејана Вукићевића додељена је Вуки Јеремић, библиотекару саветнику у Универзитетској библиотеци „Светозар Марковић”, за изложбу „Кафка: без предака и потомака”.